# Карбондейл (Канзас)
Карбондейл — город в графстве Осейдж штата Канзас, США. По данным переписи населения США 2010 имел население в 1437 жителей, а плотность населения составляла 718,5 человек на км².

## Население
В соответствии с данными Бюро переписи населения в 2000 году доход на домашнее хозяйство в городе составил  $ 31,550, а средний доход на семью составил $ 39,226. Мужчины имеют средний доход от $ 29,226 против $ 21,300 для женщин. Средний доход на душу населения в городе составил $ 14,729. Примерно 11,1 % населения жили за чертой бедности.

## Известные уроженцы
- Браун, Барнум — американский палеонтолог.